# Schausia meraca
Schausia meraca är en fjärilsart som beskrevs av Karsch 1898. Schausia meraca ingår i släktet Schausia och familjen nattflyn. Inga underarter finns listade.